# Prosoplus albidus
Prosoplus albidus là một loài bọ cánh cứng trong họ Cerambycidae.